# Вокер (Міннесота)
Вокер (англ. Walker) — місто (англ. city) в США, в окрузі Кесс штату Міннесота. Населення — 966 осіб (2020).

## Географія
Вокер розташований за координатами 47°5′19″ пн. ш. 94°34′54″ зх. д. / 47.08861° пн. ш. 94.58167° зх. д. (47.088488, -94.581665).  За даними Бюро перепису населення США в 2010 році місто мало площу 6,41 км², з яких 6,41 км² — суходіл та 0,00 км² — водойми.

### Клімат
| Клімат : Вокер           | Клімат : Вокер | Клімат : Вокер | Клімат : Вокер | Клімат : Вокер | Клімат : Вокер | Клімат : Вокер | Клімат : Вокер | Клімат : Вокер | Клімат : Вокер | Клімат : Вокер | Клімат : Вокер | Клімат : Вокер | Клімат : Вокер |
| Показник                 | Січ.           | Лют.           | Бер.           | Квіт.          | Трав.          | Черв.          | Лип.           | Серп.          | Вер.           | Жовт.          | Лист.          | Груд.          | Рік            |
| Середній максимум, °C    | −8,3           | −4,4           | 0,6            | 10,6           | 17,8           | 22,8           | 25,6           | 23,9           | 18,9           | 11,7           | 1,7            | −5             | 9,7            |
| Середній мінімум, °C     | −18,9          | −16,1          | −9,4           | −1,1           | 5,0            | 10,6           | 13,9           | 12,8           | 6,7            | 1,7            | −6,1           | −15            | −1,3           |
| Норма опадів, мм         | 18             | 15             | 30             | 51             | 74             | 102            | 94             | 86             | 69             | 51             | 30             | 20             | 643            |
| ------------------------ | -------------- | -------------- | -------------- | -------------- | -------------- | -------------- | -------------- | -------------- | -------------- | -------------- | -------------- | -------------- | -------------- |
| Джерело: weatherbase.com |                |                |                |                |                |                |                |                |                |                |                |                |                |

## Демографія
Згідно з переписом 2010 року, у місті мешкала 941 особа в 452 домогосподарствах у складі 205 родин. Густота населення становила 147 осіб/км².  Було 605 помешкань (94/км²).
Расовий склад населення:
| - 88,0 % — білих - 7,2 % — корінних американців - 1,1 % — азіатів |

До двох чи більше рас належало 3,2 %. Частка іспаномовних становила 1,3 % від усіх жителів.
За віковим діапазоном населення розподілялося таким чином: 19,2 % — особи молодші 18 років, 50,7 % — особи у віці 18—64 років, 30,1 % — особи у віці 65 років та старші. Медіана віку мешканця становила 49,0 року. На 100 осіб жіночої статі у місті припадало 80,3 чоловіків;  на 100 жінок у віці від 18 років та старших — 79,2 чоловіків також старших 18 років.
Середній дохід на одне домашнє господарство  становив 46 750 доларів США (медіана — 31 750), а середній дохід на одну сім'ю — 54 862 долари (медіана — 36 458). Медіана доходів становила 38 173 долари для чоловіків та 35 417 доларів для жінок. За межею бідності перебувало 26,0 % осіб, у тому числі 48,5 % дітей у віці до 18 років та 11,4 % осіб у віці 65 років та старших.
Цивільне працевлаштоване населення становило 446 осіб. Основні галузі зайнятості: мистецтво, розваги та відпочинок — 30,7 %, освіта, охорона здоров'я та соціальна допомога — 28,0 %, публічна адміністрація — 10,3 %, роздрібна торгівля — 8,5 %.